# Дерменджи (Молдова)
Дерменджи́ (Дерменжи, рум. Dermengi) — село в Тараклійському районі Молдови, відноситься до комуни Будай.
Село розташоване на річці Велика Салча.